# Cacosterninae
A Cacosterninae a kétéltűek (Amphibia) osztályába és  a békák (Anura) rendjébe tartozó  alcsalád. Az alcsalád nemei korábban a valódi békafélék Ranidae osztályába tartoztak.

## Rendszerezés
Az alcsaládba az alábbi 10 nem tartozik:
- Amietia Dubois, 1987
- Anhydrophryne Hewitt, 1919
- Arthroleptella Hewitt, 1926
- Cacosternum Boulenger, 1887
- Microbatrachella Hewitt, 1926
- Natalobatrachus Hewitt & Methuen, 1912
- Nothophryne Poynton, 1963
- Poyntonia  Channing & Boycott, 1989
- Strongylopus Tschudi, 1838
- Tomopterna Duméril & Bibron, 1841